# Karaman (provincie)
Karaman is een provincie in Turkije. De provincie is 9163 km² groot en telt 226.049 inwoners (2007). De hoofdstad is het gelijknamige Karaman.

## Bestuurlijke indeling

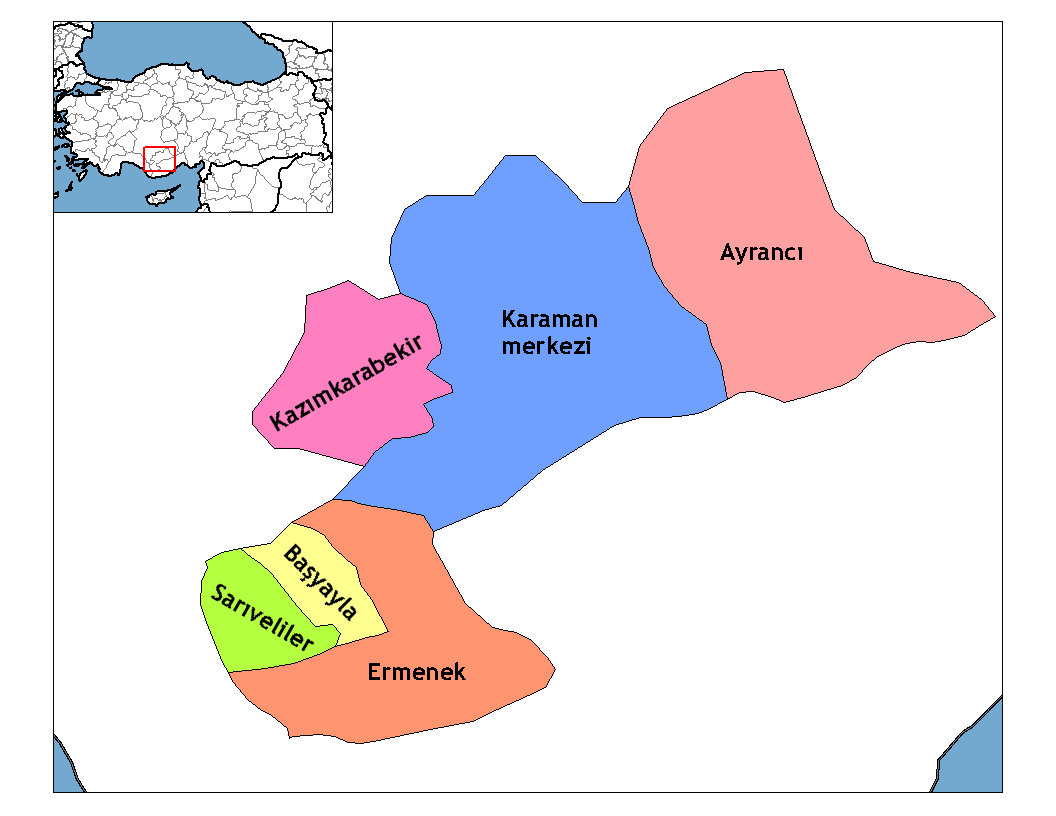
Districten van Karaman

### Districten
De provincie bestaat uit de volgende 6 districten:
| - Ayrancı - Başyayla - Ermenek | - Karaman - Kazımkarabekir - Sarıveliler |